# Ашина
Ашина — почесний рід правителів тюркських каганатів у VI—VIII ст. В епоху хунну Ашин склали основу стародавніх тюрків.

## Тюркські та сакські версії походження Ашина
Більшість дослідників: Х. В. Хауссіг, О. Н. Бернштам, Ю. О. Зуев, Д. Г. Савінов, С. П. Гущін, Рона-Таш, Р. Н. Фрай, Фіндлі, В. У. Махпіров, висували гіпотезу про сако-усунське (согдійське) походження Ашина: на їхню думку, коріння етноніму «Ашина» слід шукати в сако-усунській родовій антропонімії. Картер Фіндлі вважає, що лінгвістично нетюркське ім'я, Ашина, що позначало клан, ймовірно, походить від однієї з іранських мов Центральної Азії і означає «синій», kök тюркською мовою, колір, що ідентифікується зі сходом, звідки походить назва кук тюрки.
Х. В. Хауссіг вважає, що термін Ашина мав давньоперське походження. С. Г. Кляшторний, у свою чергу, спростовує цю версію і передбачає сакську етимологію слова Ашина — «синій»/«небесний», звідси і пізня друга назва тюрків Ашина як гьок-тюрки (сині, небесні тюрки). Як один із гіпотетичних прототипів імені Ашина С. Г. Кляшторний також виділив сакське asana — «гідний, благородний».
Дослідження в ранній історії правлячого дому Тюркського каганату, роду Ашина, привели С. Г. Кляшторного до важливого висновку про тісні та тривалі тюрко-іранські зв'язки.
Термін «вічний ель тюркського народу» вперше з'являється у пам'ятках давньотюркської (орхонської) писемності VII—VIII ст. Ель змальовується військово-політичним організмом, що об'єднує під деспотичним керівництвом каганів з аристократичного роду Ашина різні угруповання «власне тюрків» (турк будн — «тюркський народ») та інші підвладні каганату племена.
На думку угорського професора М. Добровича, Ашина були династією.
На думку М. Массона, титул правителів Уструшани афшин не випадково мав співзвуччя з назвою засновника роду Ашина.
На думку академіка Ю. Бурякова, Ашина був рід, який керував Тюркським каганатом і деякими областями Середньої Азії, зокрема Чачем (Ташкентська оаза).
Відповідно до С. Г. Кляшторного, західнотюркські кагани з роду Ашина керували Тохаристаном за Тон-ябгу кагані (618—630), що передав владу своєму синові Тарду-шаду, ставка якого перебувала в Кундузі. Спадкоємцями Тарду-шада стала династія ябгу Тохаристану з дому Ашина. Протягом двох століть вона зберігала тюркські імена та титули. Легенда про походження кабулшахів (тюркська династія правила в Кабулі) стверджує, що засновником династії кабулшахів був Барак-тегін, інтерпретований аль-Біруні, як «кудлатий/косматий собака» виходячи з тюркського, що говорить про тюркське походження династії кабул-шахів
Відповідно до І. Л. Кизласова, «Ашина» — китайська назва древнього народу та правлячого роду стародавніх тюрків. У тюркських пам'ятках найменування Ашина не зустрічається. За Кизласовим, воно гіпотетично зводиться до східно-іранських мов. Пітер Голден стверджував, що походження назви від монгольської помилкове.

## Джерела та самоідентифікація Ашина

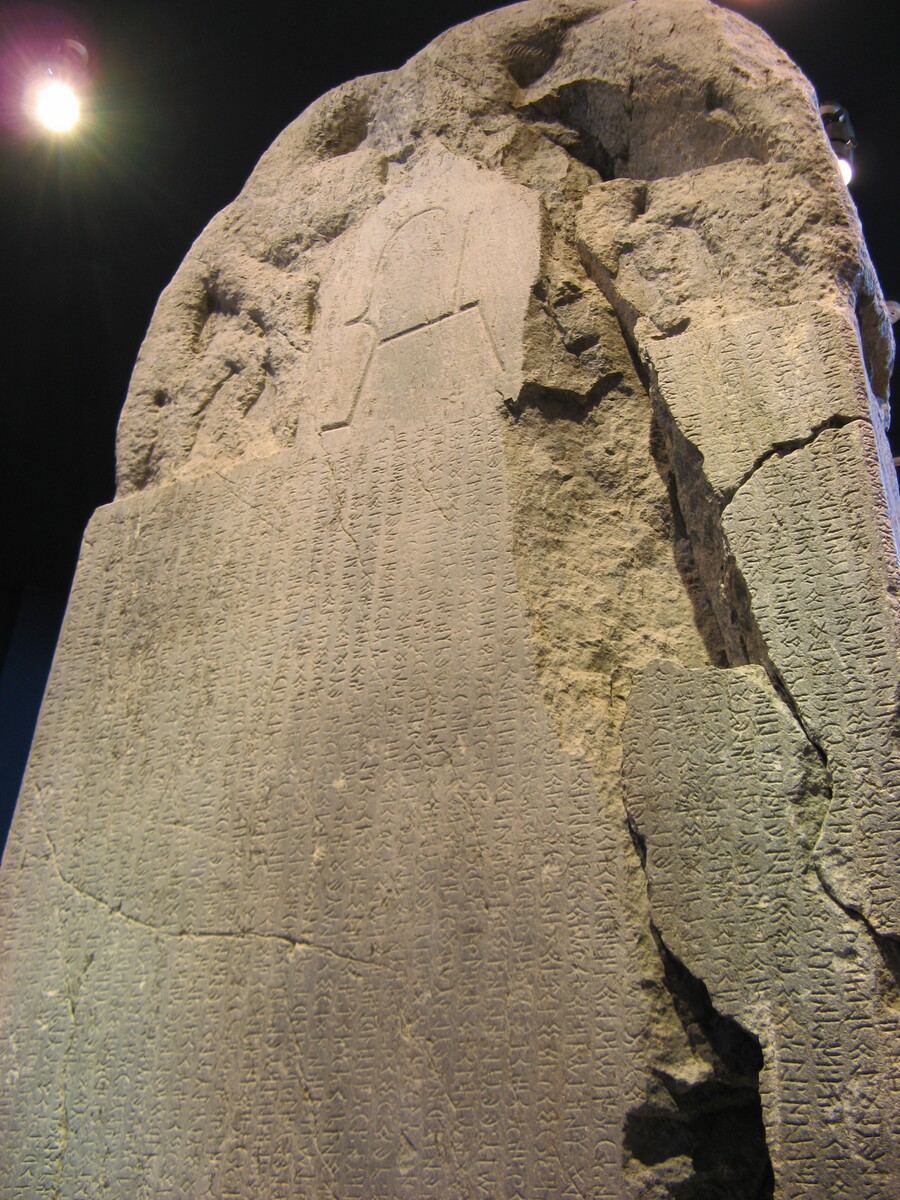
Пам'ятник Кюль-тегіну, написаний давньотюркським письмом

## Ашина та давньотюркська мова

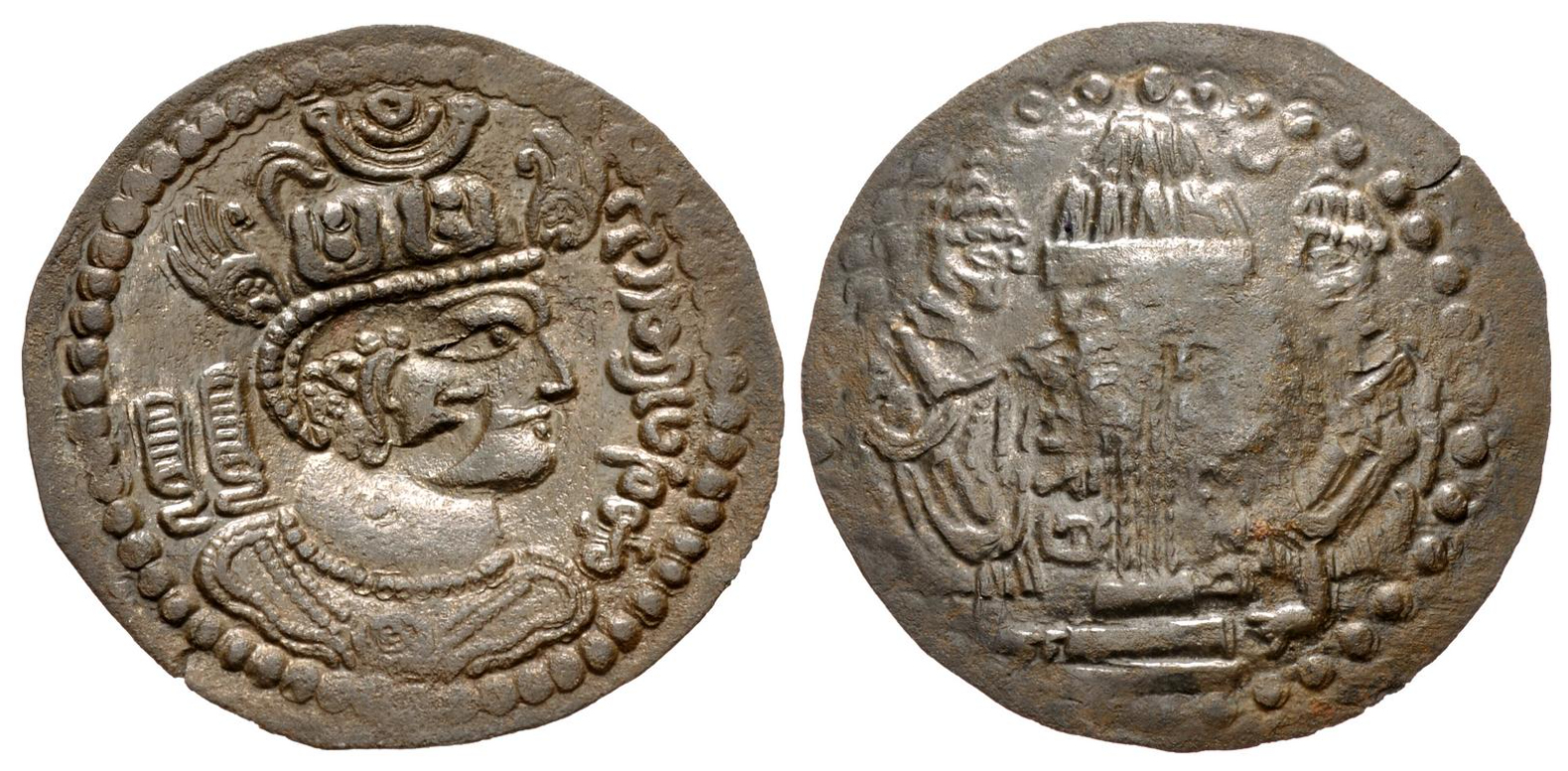
Монета західних тюрків. Шахи тегін. Після 679 року, Бактрія

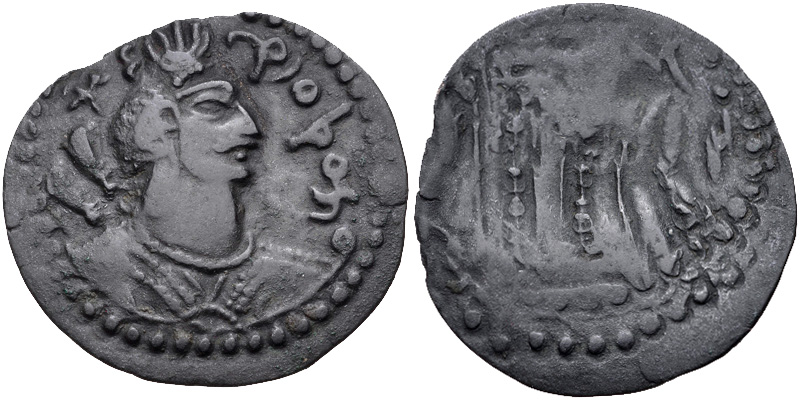
Рання монета Тегін-шаха, кінець VII ст.

## Тамга Ашина

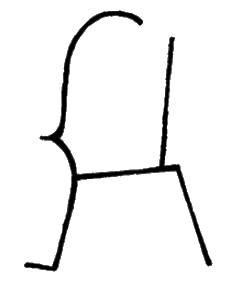
Тамга Ашина

### Писемність

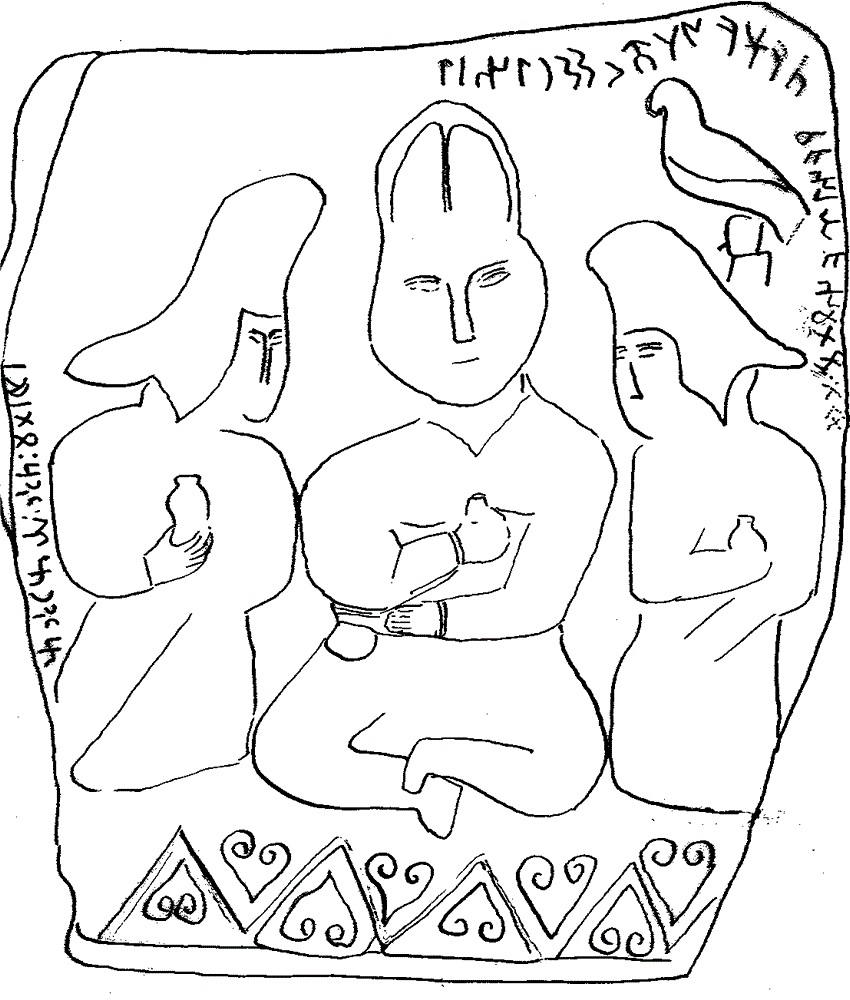
Меморіальний комплекс Ашина з давньотюркськими написами на камені

### Поховальний обряд та релігія

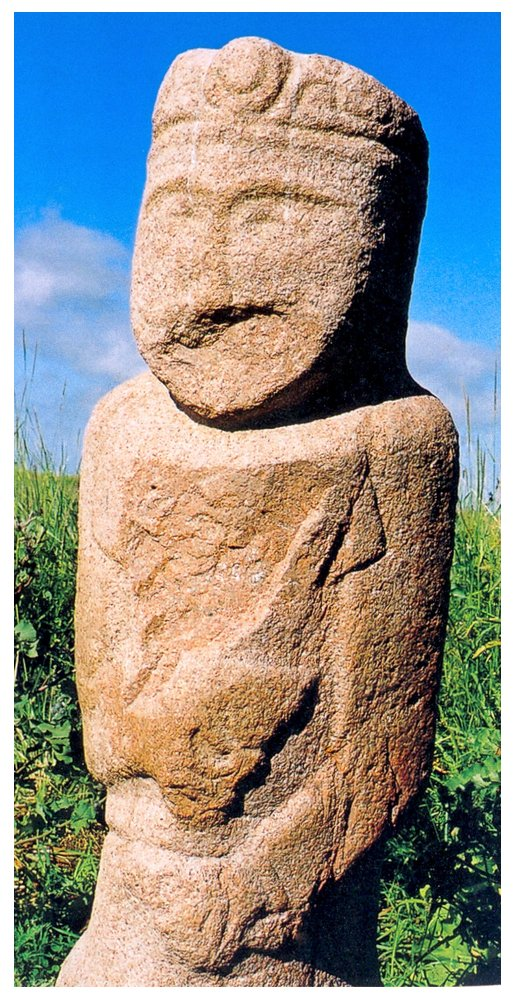
Статуя Нілі-кагану, Сіньцзян, КНР

### Східна гілка

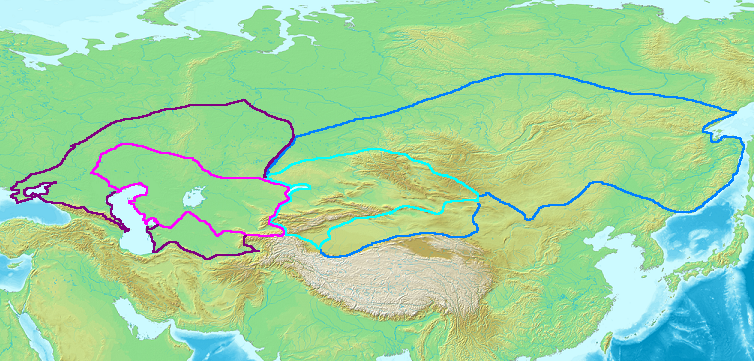
Тюркський каганат за найбільшого розширення до 600 р. н. е.:
Західно-тюркський каганат: Світла область – пряме управління, темна – сфера впливу.
Східно-тюркський каганат: Світла область – пряме управління, темна – сфера впливу.

### Західна гілка

Територія Західно-тюркського каганату